# Burg Bronnbach
Die Burg Bronnbach ist eine abgegangene Höhenburg und möglicherweise Wasserburg in Bronnbach, einem Weiler auf der Gemarkung der Wertheimer Ortschaft Reicholzheim im Main-Tauber-Kreis in Baden-Württemberg. Die ehemalige Burg wurde als castrum Burnebach erwähnt.

## Geschichte
Wolfgang Hartmann sieht in Beringer von Gamburg bzw. seinem Vater die Besitzer der Burg Bronnbach, da sie rund um Bronnbach erheblichen Grundbesitz besaßen. Möglicherweise war sie eine Ganerbenburg, da auch urkundlich belegt, ein gewisser Sigebot I./Sigebodo (von Zimmern, Zimbre bzw. Herren von Luden) und Billung von Lindenfels, alles Stifter des Klosters Bronnbach,  Anteile der Burg Bronnbach besaßen. Urkundlich wurde sie 1147 mit der Stifterurkunde zur Gründung des Klosters, die wohl unter dem Eindruck der Kreuzzugspredigt Bernhards von Clairvaux erfolgte.
Von der nicht mehr genau lokalisierbaren Burganlage ist nichts mehr erhalten.
Vermutet werden vilula und castrum Burnebach im nordöstlich der Tauberwindung gelegenen heutigen Schafhof (Altenburnebach). Der südlich in einem Winkel vorbeifließende Brunnenbach und alte Teiche lassen eine Wasserburg möglich erscheinen (⊙). Bei Ebidat werden zwei weitere Höhenpunkte als mögliche Standorte der Burg angesehen: der nahe zum Kloster liegende sogenannte Dickbuckel (⊙), eine heute bewaldete Erhebung zwischen Bronnbach und Gamburg, wie auch ein namenloser Sporn südlich des Klosters gegenüber der Einmündung des Amorsbaches in die hier den Sporn hufeisenförmig umlaufende Tauber (⊙). Zwei weitere Spornpunkte in der hier mäandernden Tauber mit guter Kontrolle des Taubertales wären noch lokalisierbar, der Satzenberg zwischen Reicholzheim und Bronnbach (⊙) mit vorzeitlichen Funden und der Sporn direkt östlich am Kloster gelegen mit dem Relikt einer Wolfsfalle (⊙).
Das 1151 gegründete Kloster Bronnbach der Zisterzienser ging aus der nicht mehr genau lokalisierbaren Burg hervor. Die Burg soll zeitweise noch von den Mönchen des Klosters benutzt wurden sein.
Die Klosteranlage wurde später wiederum nach 1803 zum Schloss Bronnbach ausgebaut.